# CG-11滑翔機
Snead CG-11是一款二戰時期為美國陸軍航空軍研發的運輸滑翔機，但最終該計劃被取消。

## 發展
CG-11是一款可容納30名士兵的大型運輸滑翔機。美國陸軍航空軍於1942年4月22日訂購了兩架原型機（序號 42-68302/68303）以及靜態測試機身，但在對模型進行風洞測試後，開發於1943年6月9日取消。

### 書目
- Mrazek, James E.  1st. London: St. Martin's Press. 1 January 1977: 200. ISBN 978-0-312-28927-0.